# Адамс (округ, Айова)
Шаблон:StateAbbr_ 41°01′45″ пн. ш. 94°41′57″ зх. д. / 41.029166666667° пн. ш. 94.699166666667° зх. д.
Округ  Адамс (англ. Adams County) — округ (графство) у штаті  Айова, США. Ідентифікатор округу 19003.

## Історія
Округ утворений 1853 року.

## Демографія
За даними перепису 2013 року загальне населення округу становило 3894 осіб, усе сільське.
В окрузі було 1998 домогосподарств, 1236 родин, які мешкали в 2109 будинках.
Середній розмір родини становив 2,91.
Віковий розподіл населення поданий у таблиці:
| Стать    | До 15 років | 15-21 | 22-29 | 30-39 | 40-49 | 50-65 | 65-85 | Понад 85 |
| -------- | ----------- | ----- | ----- | ----- | ----- | ----- | ----- | -------- |
| Чоловіки | 460         | 208   | 170   | 271   | 315   | 391   | 352   | 36       |
| Жінки    | 412         | 171   | 153   | 260   | 305   | 406   | 474   | 98       |

## Суміжні округи
- Адер — північний схід
- Юніон — схід
- Тейлор — південь
- Монтгомері — захід
- Кесс — північний захід

## Виноски
1. ↑  U.S. Decennial Census. United States Census Bureau. Архів оригіналу за 26 квітня 2015. Процитовано 13 липня 2014.
2. ↑  Historical Census Browser. University of Virginia Library. Архів оригіналу за 11 серпня 2012. Процитовано 13 липня 2014.
3. ↑  Population of Counties by Decennial Census: 1900 to 1990. United States Census Bureau. Архів оригіналу за 22 квітня 2014. Процитовано 13 липня 2014.
4. ↑  Census 2000 PHC-T-4. Ranking Tables for Counties: 1990 and 2000 (PDF). United States Census Bureau. Архів оригіналу (PDF) за 18 грудня 2014. Процитовано 13 липня 2014.
5. ↑  State & County QuickFacts. United States Census Bureau. Архів оригіналу за 7 червня 2011. Процитовано 13 липня 2014. [Архівовано 2011-06-07 у Wayback Machine.](англ.) Наведено за англійською вікіпедією.
6. ↑  American FactFinder. Бюро перепису населення США. Архів оригіналу за 26 лютого 2012. Процитовано 31 січня 2008. [Архівовано 2008-05-21 у Wayback Machine.]

| США | Це незавершена стаття з географії США. Ви можете допомогти проєкту, виправивши або дописавши її. |